# Ruska lakota 1921–1922
Ruska lakota v letih 1921–1922, znana tudi kot lakota v Povolžju, je bila huda lakota v Ruski sovjetski federativni socialistični republiki, ki se je začela zgodaj spomladi leta 1921 in trajala do leta 1922.
Zaradi lakote je umrlo približno 5 milijonov ljudi, prizadela pa je predvsem območja ob Volgi in Uralu, zaradi česar so se kmetje ponekod zatekli h kanibalizmu. Lakota je bila posledica gospodarskih motenj zaradi ruske revolucije in ruske državljanske vojne, ki so se še poslabšale zaradi železniškega sistema, ki ni mogel učinkovito razdeljevati hrane.
Ena od občasnih suš v Rusiji leta 1921 je razmere poslabšala do nacionalne katastrofe. Lakota je bila tako huda, da je bilo verjetno, da bodo semena raje pojedli, kot da bi jih posejali. V nekem trenutku so morale agencije za pomoč železniškemu osebju dajati hrano, da so lahko premaknile zaloge.        